# Мессори-Хуги, Жоселин
Жоселин Мессори-Хуги (фр. Jocelyne Messori-Hugi, род. 31 декабря 1965, Прива) — французская профессиональная велогонщица, выступавшая в 1990-х годах. Она участвовала в ряде престижных международных соревнований, включая Женский Тур де Франс, Гранд Букль феминин, Тур де л’Од феминин и Джиро д’Италия Донне.

## Достижения
Среди её значимых достижений — второе место на чемпионате Франции по шоссейному велоспорту в 1994 году, который состоялся 25 июня в Фонтене-ле-Конт. Она уступила лишь Шанталь Горостегюй, а третье место заняла Катрин Марсаль.
Жоселин совмещала спорт с бизнес-карьерой. Она работала руководителем компании параллельно с выступлениями в велоспорте. Это накладывало ограничения на объём её тренировок, однако, несмотря на это она добивалась высоких результатов.
1990
- 17-я в Женском Тур де Франс

1993
- 38-я в Чемпионате мира по шоссейным велогонкам — групповая гонка
- 20-я в Гранд Букль феминин

1994
- 31-я в Чемпионате мира по шоссейным велогонкам — групповая гонка
- 24-я в Гранд Букль феминин
- Тур дю Пейс д’Амбер
- Тур по коммуне Арлан

Генеральная классификация
Этапы 1a и 1b
- 2-я в Чемпионате Франции по шоссейному велоспорту — групповая гонка
- 3-я в Туре Верхней Гаронны
- 3-я в Кле

1995
- 21-я в Чемпионате мира по шоссейным велогонкам — групповая гонка
- 25-я в Гранд Букль феминин

1996
- 24-я в Чемпионате мира по шоссейным велогонкам — групповая гонка
- 15-я в Гранд Букль феминин
- 2-я в 11-м этапе Джиро Донне
- 3-я в Чемпионате Франции по шоссейному велоспорту — групповая гонка

1999
- 15-я в Чемпионате Франции по шоссейному велоспорту — групповая гонка

### Статистика выступления наГранд-турах
| Гонка / Год          | 1990           | 1991           | 1992 | 1993 | 1994           | 1995           | 1996           |
| -------------------- | -------------- | -------------- | ---- | ---- | -------------- | -------------- | -------------- |
| Женский Тур де Франс | 17             | —              | —    | —    | не проводилась | не проводилась | не проводилась |
| Гранд Букль феминин  | не проводилась | не проводилась | —    | 20   | 24             | 25             | 15             |
| Тур де л'Од феминин  | —              | —              | —    | —    | 38             | 29             | —              |
| Джиро д’Италия Донне | —              | —              | —    | —    | —              | —              | 11             |